# Creative Technology
Creative Technology Ltd. je firma zabývající se návrhem a výrobou zvukových čipů a ovladačů.

## Produkty
Sound Blaster
- 1. generace zvukových čipů, které byly před příchodem dostatečně dobrých integrovaných zvukových čipů oblíbené.

X-Fi
- 2. generace zvukových čipů, které jsou výkonnější, mají podporu novějších standardů.

Sound Core3D
- 3. generace zvukových čipů
- Trh: platforma PC a spotřební elektronika
- Možnost umístit na základní desku i samostatnou kartu
- Čip
  - Zpracování probíhá pomocí více výkonných jednotek pro zpracování digitálního signálu.
  - Jednotky Quartet DSP se 4 nezávislými jádry
  - 6kanálové 24bitové D/A převodníky s odstupem signál/šum 102 dB
  - 4kanálové 24bitové A/D převodníky s odstupem signál/šum 101 dB
  - Integrovaný sluchátkový zesilovač a digitální rozhraní pro mikrofon
  - 10pásmový grafický ekvalizér, který umí nastavit úroveň basů, kalibrovat reproduktory, obsahuje omezovač, potlačit ozvěny a zesilovat/zeslabovat výšku tónu
- Čip obsahuje vstupy a výstupy S/PDIF a obecné vstupy a výstupy GPIO
- Čip je umístěn do 56 pinového pouzdra QFP
- Podporuje: standard HD Audio, Dolby Digital, CrystalVoice (odstranění odezvy při komunikaci, potlačení okolního šumu, automatické nastavení hlasitosti, efekty FX na úpravu hlasu a ekvalizér) a THX TruStudio Pro (slouží k zlepšení zvuku).